# Adrian Doyle
Adrian Leo Doyle (ur. 16 listopada 1936 w Hobart) – australijski duchowny rzymskokatolicki, w latach 1999-2013 arcybiskup Hobart. 

## Życiorys
Święcenia kapłańskie przyjął 20 grudnia 1961, udzielił ich mu kardynał Grégoire-Pierre XV Agagianian, ówczesny prefekt Kongregacji Rozkrzewiania Wiary. Następnie został inkardynowany do swojej rodzinnej archidiecezji Hobart. 10 listopada 1997 papież Jan Paweł II mianował go arcybiskupem koadiutorem Hobart. Sakry udzielił mu 6 lutego 1998 abp Eric D’Arcy, u boku którego miał posługiwać jako koadiutor. 26 lipca 1999 został arcybiskupem Hobart, jego ingres odbył się 26 sierpnia 1999. 
19 lipca 2013 papież Franciszek przyjął jego rezygnację z urzędu złożoną ze względu na wiek. Jego następcą został mianowany arcybiskup Julian Porteous.